# Jack Marshall
Pour les articles homonymes, voir Marshall et Jack Marshall (homonymie).
Jack Marshall est un compositeur américain né le 23 novembre 1921 à El Dorado, Kansas (États-Unis), décédé le 20 septembre 1973 à Newport Beach (États-Unis). Il est le père du compositeur Phil Marshall et du producteur-réalisateur Frank Marshall.

## Discographie

### Comme sideman
- 1959 : Barney Kessel : Some Like It Hot, Contemporary Records C-7565

## Filmographie
- 1958 : The Missouri Traveler
- 1958 : Thunder Road
- 1959 : Take a Giant Step
- 1959 : The Giant Gila Monster
- 1959 : The Rabbit Trap
- 1959 : The Deputy (série télévisée)
- 1960 : My Dog, Buddy
- 1961 : The Investigators (série télévisée)
- 1962 : It's a Man's World (série télévisée)
- 1962 : Don't Call Me Charlie (série télévisée)
- 1964 : Les Monstres ("The Munsters") (série télévisée)
- 1965 : Laredo (série télévisée)
- 1966 : Frankenstein et les faux-monnayeurs (Munster, Go Home)
- 1967 : Tammy and the Millionaire
- 1968 : Micmac au Montana (Stay Away, Joe) de Peter Tewksbury
- 1968 : Kona Coast
- 1968 : Something for a Lonely Man (TV)
- 1969 : Backtrack!
- 1969 : The Debbie Reynolds Show (série télévisée)